# Tricloruro di titanio
Il tricloruro di titanio è il composto chimico con formula TiCl3, dove il titanio ha numero di ossidazione +3. In condizioni standard è un solido che esiste in quattro forme cristalline diverse; esistono inoltre forme idrate. TiCl3 è uno dei più comuni alogenuri di titanio, ed è un importante catalizzatore per la sintesi di poliolefine.

## Struttura e configurazione elettronica
Sono noti quattro polimorfi (forme cristalline diverse) di TiCl3; in tutti i casi il titanio è coordinato ottaedricamente. Queste forme possono essere distinte con misure di cristallografia a raggi X o misurando il loro magnetismo. La forma denominata β-TiCl3 cristallizza formando aghi marroni. La struttura consiste in ottaedri TiCl6 saldati attraverso facce opposte (vedi figura in alto a destra); le distanze Ti–Ti risultano piuttosto corte (2,91 Å), indicando una forte interazione metallo-metallo. Le altre tre forme, chiamate alfa, gamma e delta, hanno colore viola, struttura a strati e si sfaldano in lamelle. In α-TiCl3 gli anioni cloruro hanno impaccamento esagonale compatto. In γ-TiCl3 gli anioni cloruro hanno impaccamento cubico compatto. La forma δ-TiCl3 è più disordinata e la struttura risulta intermedia tra le forme alfa e gamma. In tutte queste forme gli ottaedri TiCl6 condividono gli spigoli, e la distanza Ti–Ti più corta è più lunga (3,60 Å), tale da precludere legami diretti tra i cationi titanio. 
In TiCl3, ogni atomo di titanio ha un elettrone d, e quindi i derivati sono paramagnetici, cioè la sostanza è attratta da un campo magnetico. Questo paramagnetismo contrasta con il diamagnetismo (la sostanza è respinta da un campo magnetico) dei trialogenuri di afnio e zirconio, dove esistono interazioni metallo-metallo.
Soluzioni di TiCl3 sono di colore violetto, dovuto all'eccitazione dell'elettrone d; il colore è poco intenso perché la transizione è proibita dalla regola di Laporte.

## Sintesi
TiCl3 si ottiene per riduzione di TiCl4 in presenza di metallo o idrogeno. Viene venduto principalmente come soluzione in acido cloridrico o in miscela assieme a tricloruro di alluminio. Da questa miscela si può separare TiCl3(THF)3, un solido cristallino azzurro chiaro, molto utile come materiale di partenza per complessi di Ti(III).

## Reattività
TiCl3 e la maggior parte dei suoi complessi si ossidano facilmente e devono quindi essere manipolati escludendo l'aria. TiCl3 esposto all'aria si deteriora lentamente, e finisce col fornire risultati irriproducibili, ad esempio in reazioni di accoppiamento riduttivo.
Al di sopra di 500 °C si ha una reazione di dismutazione; l'equilibrio viene facilmente spostato a destra dato che TiCl4 è volatile:
2TiCl3  →  TiCl2  +  TiCl4
A partire da TiCl3 o dal suo derivato TiCl3(THF)3 si  ottengono numerosissimi complessi di Ti(III), normalmente ottaedrici. Ad esempio facendo reagire TiCl3 con leganti L in eccesso si possono ottenere complessi tipo [TiL6]Cl3, [TiCl4L2]Cl,  [TiCl3L3]. Esiste anche lo ione esaidrato, [Ti(H2O)6]3+, presente anche allo stato solido in CsTi(SO4)2•12H2O.

## Applicazioni
TiCl3 è un utile catalizzatore di Ziegler-Natta. L'attività catalitica dipende dal polimorfo utilizzato e dal metodo di preparazione. TiCl3 è anche un reagente usato in chimica organica per reazioni di accoppiamento riduttivo, spesso in presenza di altri riducenti come lo zinco. Riduce le ossime a immine.
Soluzioni di TiCl3 sono inoltre usate in titanometria, per la determinazione quantitativa di nitrogruppi e ammine. In passato si usave anche per determinare Fe(III), cromati, clorati e perclorati.

## Sicurezza
TiCl3 puro è un prodotto pericoloso: è infiammabile all'aria, reagisce violentemente con acqua ed è corrosivo per la pelle, gli occhi e le mucose. 
In commercio si trova principalmente come soluzione in acido cloridrico e come miscela TiCl3/AlCl3. In entrambi i casi è un prodotto corrosivo per la pelle, gli occhi e le mucose. Non è classificato come cancerogeno. La miscela TiCl3/AlCl3 è pericolosa anche perché reagisce violentemente con acqua liberando acido cloridrico.